# Grand Prix Júnior de Patinação Artística no Gelo do Canadá de 2018
Grand Prix Júnior de Patinação Artística no Gelo do Canadá de 2018 foi o quarto evento do Grand Prix Júnior de 2018–19 e a quarta vez que o Canadá sediou o Grand Prix ISU Júnior. A competição foi disputada entre os dias 12 de setembro e 15 de setembro, na cidade de Richmond, Canadá. Os patinadores ganham pontos para se qualificar para a final do Grand Prix Júnior de 2018–19.

## Eventos
- Individual masculino
- Individual feminino
- Duplas
- Dança no gelo

## Medalhistas
| Evento                        | Ouro                                            | Prata                                          | Bronze                                         |
| Individual masculino detalhes | Petr Gumennik · Rússia                          | Tomoki Hiwatashi · Estados Unidos              | Adam Siao Him Fa · França                      |
| Individual feminino detalhes  | Anna Shcherbakova · Rússia                      | Anastasia Tarakanova · Rússia                  | Rion Sumiyoshi · Japão                         |
| Duplas detalhes               | Anastasia Mishina · Aleksandr Galiamov · Rússia | Apollinariia Panfilova · Dmitry Rylov · Rússia | Daria Kvartalova · Alexei Sviatchenko · Rússia |
| Dança no gelo detalhes        | Marjorie Lajoie · Zachary Lagha · Canadá        | Polina Ivanenko · Daniil Karpov · Rússia       | Ksenia Konkina · Alexander Vakhnov · Rússia    |

## Resultados

### Individual masculino
| Pos.              | Nome                         | Nacionalidade  | Pontos | PC         | PL          |
| ----------------- | ---------------------------- | -------------- | ------ | ---------- | ----------- |
| Medalha de ouro   | Petr Gumennik                | Rússia         | 220.04 | 69.69 (4)  | 150.35 (1)  |
| Medalha de prata  | Tomoki Hiwatashi             | Estados Unidos | 213.24 | 76.81 (1)  | 136.43 (2)  |
| Medalha de bronze | Adam Siao Him Fa             | França         | 199.14 | 65.85 (5)  | 133.29 (3)  |
| 4                 | Yuma Kagiyama                | Japão          | 194.73 | 75.60 (2)  | 119.13 (6)  |
| 5                 | Stephen Gogolev              | Canadá         | 187.67 | 63.63 (7)  | 124.04 (5)  |
| 6                 | Matvei Vetlugin              | Rússia         | 184.78 | 59.77 (11) | 125.01 (4)  |
| 7                 | Iliya Kovler                 | Canadá         | 174.60 | 72.16 (3)  | 102.44 (11) |
| 8                 | Beres Clements               | Canadá         | 172.76 | 60.78 (9)  | 111.98 (7)  |
| 9                 | Nikolaj Majorov              | Suécia         | 169.33 | 60.41 (10) | 108.92 (8)  |
| 10                | Sena Miyake                  | Japão          | 165.19 | 63.43 (8)  | 101.76 (12) |
| 11                | Micah Kai Lynette            | Tailândia      | 165.13 | 58.27 (12) | 106.86 (9)  |
| 12                | Peter Liu                    | Estados Unidos | 158.83 | 63.71 (6)  | 95.12 (15)  |
| 13                | Başar Oktar                  | Turquia        | 157.37 | 57.93 (14) | 99.44 (14)  |
| 14                | Kai Xiang Chew               | Malásia        | 153.28 | 58.21 (13) | 95.07 (16)  |
| 15                | Rakhat Bralin                | Cazaquistão    | 150.95 | 47.27 (17) | 103.68 (10) |
| 16                | James Min                    | Austrália      | 148.61 | 48.18 (16) | 100.43 (13) |
| 17                | Harrison Bain                | Nova Zelândia  | 144.77 | 51.01 (15) | 93.76 (17)  |
| 18                | Heung Lai Zhao               | Hong Kong      | 121.66 | 40.86 (18) | 80.80 (19)  |
| 19                | Chadwick Wang                | Singapura      | 117.94 | 35.00 (19) | 82.94 (18)  |
| 20                | Muhammad Dwi Rizqy Apolianto | Indonésia      | 96.88  | 33.52 (20) | 63.36 (20)  |
| 21                | Che Yu Yeh                   | Taipé Chinesa  | 81.63  | 32.62 (21) | 49.01 (21)  |

### Individual feminino
| Pos.              | Nome                               | Nacionalidade  | Pontos | PC         | PL         |
| ----------------- | ---------------------------------- | -------------- | ------ | ---------- | ---------- |
| Medalha de ouro   | Anna Shcherbakova                  | Rússia         | 195.56 | 65.07 (1)  | 130.49 (1) |
| Medalha de prata  | Anastasia Tarakanova               | Rússia         | 190.69 | 64.56 (2)  | 126.13 (2) |
| Medalha de bronze | Rion Sumiyoshi                     | Japão          | 174.96 | 55.07 (7)  | 119.89 (3) |
| 4                 | You Young                          | Coreia do Sul  | 171.85 | 60.66 (4)  | 111.19 (4) |
| 5                 | To Ji-hun                          | Coreia do Sul  | 164.96 | 60.74 (3)  | 104.22 (5) |
| 6                 | Gabriella Izzo                     | Estados Unidos | 159.86 | 58.14 (5)  | 101.72 (6) |
| 7                 | Yuna Aoki                          | Japão          | 154.24 | 54.81 (8)  | 99.43 (7)  |
| 8                 | Alexandra Feigin                   | Bulgária       | 147.53 | 56.83 (6)  | 90.70 (9)  |
| 9                 | Sarah-Maude Blanchard              | Canadá         | 146.08 | 50.67 (11) | 95.41 (8)  |
| 10                | Hannah Dawson                      | Canadá         | 138.31 | 54.02 (9)  | 84.29 (11) |
| 11                | Alizee Crozet                      | França         | 131.49 | 50.70 (10) | 80.79 (13) |
| 12                | Alison Schumacher                  | Canadá         | 130.14 | 41.98 (14) | 88.16 (10) |
| 13                | Marina Piredda                     | Itália         | 121.77 | 40.11 (15) | 81.66 (12) |
| 14                | Zhang Siyang                       | China          | 119.85 | 45.67 (12) | 74.18 (14) |
| 15                | Güzide Irmak Bayır                 | Turquia        | 115.91 | 42.49 (13) | 73.42 (15) |
| 16                | Hiu Ching Kwong                    | Hong Kong      | 109.85 | 37.04 (17) | 72.81 (16) |
| 17                | Eugenia Garza                      | México         | 104.55 | 38.35 (16) | 66.20 (17) |
| 18                | Yu-Hsun Lin                        | Taipé Chinesa  | 102.33 | 36.77 (18) | 65.56 (18) |
| 19                | Anastassiya Khvan                  | Cazaquistão    | 94.89  | 36.55 (19) | 58.34 (20) |
| 20                | Thita Lamsam                       | Tailândia      | 92.16  | 35.80 (20) | 56.36 (22) |
| 21                | Diane Gabrielle Panlilio           | Filipinas      | 89.51  | 29.19 (23) | 60.32 (19) |
| 22                | Kim Cheremsky                      | Azerbaijão     | 89.44  | 35.40 (21) | 54.04 (24) |
| 23                | Lucy Sori Yun                      | Austrália      | 87.79  | 31.02 (22) | 56.77 (21) |
| 24                | Kelly Elizabeth Supangat           | Indonésia      | 82.91  | 26.90 (25) | 56.01 (23) |
| 25                | Nicola Korck                       | Nova Zelândia  | 73.59  | 27.50 (24) | 46.09 (26) |
| 26                | Hui Jeen Tan                       | Malásia        | 70.24  | 23.03 (27) | 47.21 (25) |
| 27                | Xin Yi Loke                        | Singapura      | 63.20  | 25.08 (26) | 38.12 (27) |
| 28                | Cristina Mikaela Vlassov Rodiguina | Argentina      | 52.49  | 20.67 (28) | 31.82 (28) |
| WD                | Ishita Kapoor                      | Índia          | —      | — (WD)     |            |

### Duplas
| Pos.              | Nome                                     | Nacionalidade  | Pontos | PC         | PL         |
| ----------------- | ---------------------------------------- | -------------- | ------ | ---------- | ---------- |
| Medalha de ouro   | Anastasia Mishina / Aleksandr Galliamov  | Rússia         | 187.71 | 65.22 (1)  | 122.49 (1) |
| Medalha de prata  | Apollinariia Panfilova / Dmitry Rylov    | Rússia         | 178.18 | 63.92 (2)  | 114.26 (2) |
| Medalha de bronze | Daria Kvartalova / Alexei Sviatchenko    | Rússia         | 144.32 | 54.78 (3)  | 89.54 (4)  |
| 4                 | Riku Miura / Shoya Ichihashi             | Japão          | 141.40 | 51.55 (5)  | 89.85 (3)  |
| 5                 | Tang Feiyao / Yang Yongchao              | China          | 135.43 | 47.42 (6)  | 88.01 (5)  |
| 6                 | Sarah Feng / Tj Nyman                    | Estados Unidos | 134.05 | 52.17 (4)  | 81.88 (7)  |
| 7                 | Patricia Andrew / Paxton Fletcher        | Canadá         | 127.04 | 44.83 (7)  | 82.21 (6)  |
| 8                 | Wang Yuchen / Huang Yihang               | China          | 112.21 | 39.62 (9)  | 72.59 (8)  |
| 9                 | Chloe Panetta / Benjamin Mimar           | Canadá         | 112.12 | 41.05 (8)  | 71.07 (9)  |
| 10                | Camille Perreault / Bryan Pierro         | Canadá         | 107.85 | 38.74 (10) | 69.11 (10) |
| WD                | Hilary Elizabeth Asher / Luthra Nishchay | Índia          | —      | — (WD)     |            |

### Dança no gelo
| Pos.              | Nome                                 | Nacionalidade  | Pontos | DR         | DL         |
| ----------------- | ------------------------------------ | -------------- | ------ | ---------- | ---------- |
| Medalha de ouro   | Marjorie Lajoie / Zachary Lagha      | Canadá         | 166.52 | 65.57 (1)  | 100.95 (1) |
| Medalha de prata  | Polina Ivanenko / Daniil Karpov      | Rússia         | 149.39 | 59.02 (3)  | 90.37 (2)  |
| Medalha de bronze | Ksenia Konkina / Alexander Vakhnov   | Rússia         | 147.92 | 60.34 (2)  | 87.58 (3)  |
| 4                 | Loicia Demougeot / Theo Le Mercier   | França         | 142.96 | 58.36 (4)  | 84.60 (5)  |
| 5                 | Eliana Gropman / Ian Somerville      | Estados Unidos | 141.55 | 57.30 (5)  | 84.25 (6)  |
| 6                 | Natalie D'Alessandro / Bruce Waddell | Canadá         | 138.13 | 52.94 (7)  | 85.19 (4)  |
| 7                 | Emma Gunter / Caleb Wein             | Estados Unidos | 135.78 | 56.12 (6)  | 79.66 (8)  |
| 8                 | Miku Makita / Tyler Gunara           | Canadá         | 127.80 | 46.49 (8)  | 81.31 (7)  |
| 9                 | Matilda Friend / William Badaoui     | Austrália      | 104.49 | 38.47 (10) | 66.02 (9)  |
| 10                | Chen Xizi / Xing Jianing             | China          | 98.63  | 40.36 (9)  | 58.27 (11) |
| 11                | Chloe Dan Tsoi / Long You Zimou Wang | Taipé Chinesa  | 97.99  | 35.24 (11) | 62.75 (10) |

## Quadro de medalhas
| Ordem | País           | Medalha de ouro | Medalha de prata | Medalha de bronze |    | Ordem por total |
| ----- | -------------- | --------------- | ---------------- | ----------------- | -- | --------------- |
| 1     | Rússia         | 3               | 3                | 2                 | 8  | 1               |
| 2     | Canadá         | 1               |                  |                   | 1  | 2               |
| 3     | Estados Unidos |                 | 1                |                   | 1  | 2               |
| 4     | França         |                 |                  | 1                 | 1  | 2               |
| 4     | Japão          |                 |                  | 1                 | 1  | 2               |
| TOTAL | TOTAL          | 4               | 4                | 4                 | 12 | —               |